# Walerij Kieczinow
Walerij Wiktorowicz Kieczinow (ros. Валерий Викторович Кечинов, ur. 5 sierpnia 1974 w Taszkencie) – rosyjsko-uzbecki piłkarz grający na pozycji pomocnika.
W swojej karierze rozegrał 3 mecze w reprezentacji Uzbekistan i 6 meczów reprezentacji Rosji, w których strzelił 2 gole.

## Kariera klubowa
Swoją karierę piłkarską Kieczinow rozpoczął w klubie Paxtakor Taszkent. W 1992 roku awansował do kadry pierwszej drużyny Paxtakoru i wtedy też zadebiutował w jego barwach w pierwszej lidze uzbeckiej. W debiutanckim sezonie strzelił 24 gole w 28 meczach i został królem strzelców uzbeckiej ligi, a Paxtakor został mistrzem kraju. W Paxtakorze grał także w pierwszej połowie 1993 roku.
W połowie 1993 roku Kieczinow przeszedł do rosyjskiego Spartaka Moskwa. W latach 1993 i 1994 dwukrotnie z rzędu został ze Spartakiem mistrzem Rosji. Po tytuł mistrzowski sięgał również w latach 1996-2000 i łącznie wywalczył ze Spartakiem siedem mistrzostw kraju. W Spartaku grał do końca 2000 roku.
Na początku 2001 roku Kieczinow zmienił klub i został zawodnikiem Saturna Ramienskoje. Rok później odszedł do Szynnika Jarosław. W Szynniku grał do końca swojej kariery, czyli do końca sezonu 2004.
| Sezon | Klub               | Kraj       | Rozgrywki       | Mecze | Bramki |
| ----- | ------------------ | ---------- | --------------- | ----- | ------ |
| 1992  | Paxtakor Taszkent  | Uzbekistan | Oʻzbekiston PFL | 28    | 24     |
| 1993  | Paxtakor Taszkent  | Uzbekistan | Oʻzbekiston PFL | 10    | 6      |
| 1993  | Spartak Moskwa     | Rosja      | Priemjer-Liga   | 1     | 0      |
| 1994  | Spartak Moskwa     | Rosja      | Priemjer-Liga   | 9     | 3      |
| 1995  | Spartak Moskwa     | Rosja      | Priemjer-Liga   | 21    | 4      |
| 1996  | Spartak Moskwa     | Rosja      | Priemjer-Liga   | 30    | 13     |
| 1997  | Spartak Moskwa     | Rosja      | Priemjer-Liga   | 22    | 11     |
| 1998  | Spartak Moskwa     | Rosja      | Priemjer-Liga   | 3     | 1      |
| 1999  | Spartak Moskwa     | Rosja      | Priemjer-Liga   | 26    | 4      |
| 2000  | Spartak Moskwa     | Rosja      | Priemjer-Liga   | 3     | 0      |
| 2001  | Saturn Ramienskoje | Rosja      | Priemjer-Liga   | 24    | 9      |
| 2002  | Szynnik Jarosław   | Rosja      | Priemjer-Liga   | 21    | 8      |
| 2003  | Szynnik Jarosław   | Rosja      | Priemjer-Liga   | 19    | 2      |
| 2004  | Szynnik Jarosław   | Rosja      | Priemjer-Liga   | 14    | 1      |

## Kariera reprezentacyjna
W reprezentacji Uzbekistanu Kieczinow zadebiutował 23 sierpnia 1992 w wygranym 3:0 meczu Pucharu Azji Centralnej 1992 z Kirgistanem. W kadrze Uzbekistanu rozegrał łącznie 3 mecze, wszystkie w 1992 roku.
W reprezentacji Rosji Kieczinow zadebiutował 6 maja 1995 roku w wygranym 3:0 meczu eliminacji do Euro 96 z Wyspami Owczymi i w debiucie zdobył gola. Od 1995 do 1998 roku rozegrał w kadrze Rosji 6 meczów i zdobył w nich 2 bramki.
| Mecze i gole w reprezentacji | Mecze i gole w reprezentacji | Mecze i gole w reprezentacji | Mecze i gole w reprezentacji | Mecze i gole w reprezentacji | Mecze i gole w reprezentacji | Mecze i gole w reprezentacji |
| #                            | Data                         | Stadion                      | Rywal                        | Wynik                        | Gol                          | Rozgrywki                    |
| 1992 (Uzbekistan)            | 1992 (Uzbekistan)            | 1992 (Uzbekistan)            | 1992 (Uzbekistan)            | 1992 (Uzbekistan)            | 1992 (Uzbekistan)            | 1992 (Uzbekistan)            |
| ---------------------------- | ---------------------------- | ---------------------------- | ---------------------------- | ---------------------------- | ---------------------------- | ---------------------------- |
| 1.                           | 23.08.1992                   | Taszkent, Uzbekistan         | Kirgistan                    | 3:0                          | 0                            | Puchar Azji Centralnej 1992  |
| 2.                           | 03.10.1992                   | Biszkek, Kirgistan           | Kirgistan                    | 6:2                          | 0                            | Puchar Azji Centralnej 1992  |
| 3.                           | 25.10.1992                   | Aszchabad, Turkmenistan      | Turkmenistan                 | 0:1                          | 0                            | Puchar Azji Centralnej 1992  |
| 1995 (Rosja)                 |                              |                              |                              |                              |                              |                              |
| 1.                           | 06.05.1995                   | Moskwa, Rosja                | Wyspy Owcze                  | 3:0                          | 1                            | el. ME 1996                  |
| 1996                         |                              |                              |                              |                              |                              |                              |
| 2.                           | 11.02.1996                   | Ta’ Qali, Malta              | Słowenia                     | 3:1                          | 0                            | Rothmans Tournament 1996     |
| 3.                           | 28.08.1996                   | Moskwa, Rosja                | Brazylia                     | 2:2                          | 0                            | towarzyski                   |
| 1997                         |                              |                              |                              |                              |                              |                              |
| 4.                           | 07.02.1997                   | Hongkong, Chiny              | Jugosławia                   | 1:1                          | 0                            | Carlsberg Cup 1997           |
| 5.                           | 30.04.1997                   | Moskwa, Rosja                | Luksemburg                   | 3:0                          | 1                            | el. MŚ 1998                  |
| 1998                         |                              |                              |                              |                              |                              |                              |
| 6.                           | 18.02.1998                   | Ateny, Grecja                | Grecja                       | 1:1                          | 0                            | towarzyski                   |